# Francisco Xavier Frías Conde
Francisco Xavier Frías Conde (Béjar, Salamanca, 1965) es un filólogo y romanista español, además es escritor en asturiano, español y gallego.
Es miembro del Círculo Lingüístico de Praga y coordinador de la Revista de Filología Románica, Ianua. Es además cofundador de la editorial Lastura

## Obra
Este listado no es una enumeración exhaustiva de sus obras.

### Como literato
- Les esperances d'Abu el-Hol, 1993 (novela en asturiano, traducido en 1997 al gallego como  As esperanzas de Abu el-Hol)
- Onte foi cabalo de sinza (poemario en gallego de Asturias)
- El xabaril que quería engalar, 1991 (relatos gallego de Asturias)
- Lucía, 1994 (narrativa infantil en gallego)
- A luva máxica, 1994 (narrativa infantil en gallego)
- Chavanet, o gnome aprendiz de tenor, 1994 (narrativa infantil en gallego)
- Entrugái-ylo al Chisgu, 1994 (narrativa infantil)
- La fía del pescador, 1994 (narrativa en asturiano)
- Pelegrín d'esencies, 1994 (poemario en asturiano)
- El nome de la cosa, 1996 (narrativa en asturiano)
- A vaca Maruxa esquía en Valbabuxa, 1997 (narrativa infantil)
- O galego exterior ás fronteiras administrativas (ensayo)
- Anivel, l'alcontrador, 1998 (narrativa en asturiano)
- Azul e terra, 2000 (en gallego)
- Contos e cantigas eonaviegos, 2000
- Xentecuentos, 2000 (narrativa infantil en asturiano)
- Notes de fráxil planeta, 2001 (asturiano)
- Canto de Nedara, 2001 (poemario en gallego y portugués)
- Axarquia, 2001 (poemario en portugués)
- Notes de Llingüística Asturlleonesa (Asturiano y Mirandés), 2001 (ensayo en asturiano)
- Marés na beirarrúa, 2002 (poemario en gallego)
- Terra á vista. El burato de Andrés, el cempés, 2002 (teatro infantil)
- A literatura eonaviega contemporánea (notas sobre literatura gallega de Asturias), 2003 (ensayo en gallego)
- Os ollos da terra, 2004 (poemario bilingüe gallego-sardo)
- O pai do artista 2005 (narrativa infantil en gallego)
- Pomalé More, 2005 (poemario plurilingüe)
- Os anxos de Amalia, 2005 (narrativa infantil en gallego).
- Historia de Carpatín, o monstro comexiz, 2007 (narrativa infantil en gallego).
- Inmolación Esférica, 2007 (microrrelatos en gallego para adultos).
- La profa durmiente, 2007 (narrativa infantil en asturiano).
- Inmolación esférica, 2007 (microrrelatos en gallego).
- Tranquilo que non morde, 2008 (microrrelatos en gallego)
- De tu sabor, 2009 (poesía). Reeditado en 2014
- Something better than reality, 2009 (narrativa infantil en inglés)
- Café de saudades, 2010 (poesía)
- Città - Cidades - Ciudades, 2010 (poesía trilingüe italiano, portugués, español)
- Y fueron felices, pero..., 2011 (narrativa infantil)
- El caimán azul, 2011 (narrativa infantil)
- A aldea, 2011 (narrativa en gallego)
- Al pie de la brisa, 2012 (P)
- Il divoratore di libri, (narrativa infantil en italiano). Versión española: El devorador de libros, 2013
- Urlone, l'orso sbraitone, 2012 (narrativa infantil en italiano)
- O caso máis estraño do detective Marschen, 2012 (narrativa infantil en gallego)
- Flutuando, 2013 (poesía en gallego)
- A historia de Bóla de Queixo, 2013 (narrativa infantil en gallego)
- Una cerveza para Kafka, 2013 (microrrelatos en castellano)
- Mi madre es un dragón colorado 2013 (narrativa infantil)
- Al otro lado del patio, 2013 (narrativa infantil)
- Azul memória, 2013 (poesía en portugués)
- El lápiz del fin del mundo, 2013 (poesía en castellano)
- El misterio de las historias que se escribían solas 2014 (narrativa infantil).
- Enrico Müller, cazador de dragóns, 2014 (narrativa infantil). Versión castellana: Enrico Müller, cazador de dragones
- Manual de saudades, 2014 (poesía en portugués)
- Amaranta de Còrcira, 2014 (microrrelatos en catalán)
- Diario Impreciso, 2014 (poesía en castellano)

### Como traductor
- Nel País de la Borrina. Antología de poesía galesa contemporánea, 2004 (antología galés-asturiano). También editada en versión gallega col título No País da Brétema. Antología de poesía galesa contemporánea, 2004.
- Bentu de Terra Manna, 2004. Antología de poesía femenina trilingüe: sardo-español-inglés.
- Cuentos checos, 2007 (Vitalis, Praga).
- Cuentos austriacos, 2009. (Vitalis, Praga).

### Como lingüista
- Introducción a la ortografía iberorrománica medieval, 2001
- Compendio de gramática asturiana, 2011
- Introducció a la sintagmàtica del català, 2011